# Хуајбеј
Хуајбеј (淮北) град је Кини у покрајини Анхуеј. Према процени из 2009. у граду је живело 1.005.679 становника.

## Становништво
Према процени, у граду је 2009. живело 1.005.679 становника.
| 1990.   | 2000.   | 2009.     |
| ------- | ------- | --------- |
| 535.823 | 772.514 | 1.005.679 |